# Ama (Gaiole in Chianti)
Ama è una frazione del comune italiano di Gaiole in Chianti, nella provincia di Siena, in Toscana.

## Storia
Il borgo di Ama vanta origini antiche e risulta menzionato per la prima volta nella dotazione fatta dal conte Ugo nel 998 alla badia di Poggibonsi. Ama è citato in due privilegi, quello dell'imperatore Enrico VI del 1197 quello di Ottone IV del 1210, come bene concesso a Ranieri Ricasoli dei Firidolfi da Cacchiano e successivamente in un atto del 23 dicembre 1219 quando Diotisalvi di Drudolo di Ruggiero da Cacchiano vendette all'abbazia di Coltibuono alcune terre sotto la giurisdizione del castello di Ama, tra cui il borgo di Adine. Nel periodo del catasto fiorentino del 1427, il castello non viene più nominato e la popolazione di Ama si è ridotta drasticamente: il borgo viene inserito nel piviere di San Polo in Rosso.
Dopo l'annessione al Granducato di Toscana, iniziò per Ama un periodo di incremento economico e demografico: tra il XVI e il XVII secolo fecero il loro ingresso in paese importanti proprietari terrieri, discendenti delle importanti famiglie dei Pianigiani e dei Ricucci. Nell'epoca contemporanea, il paese non ha mai conosciuto una vera e propria espansione urbana, rimanendo circoscritto al nucleo medievale e favorendo la nascita di numerose piccole località rurali che popolano la campagna circostante.

## Monumenti e luoghi d'interesse

### Architetture religiose

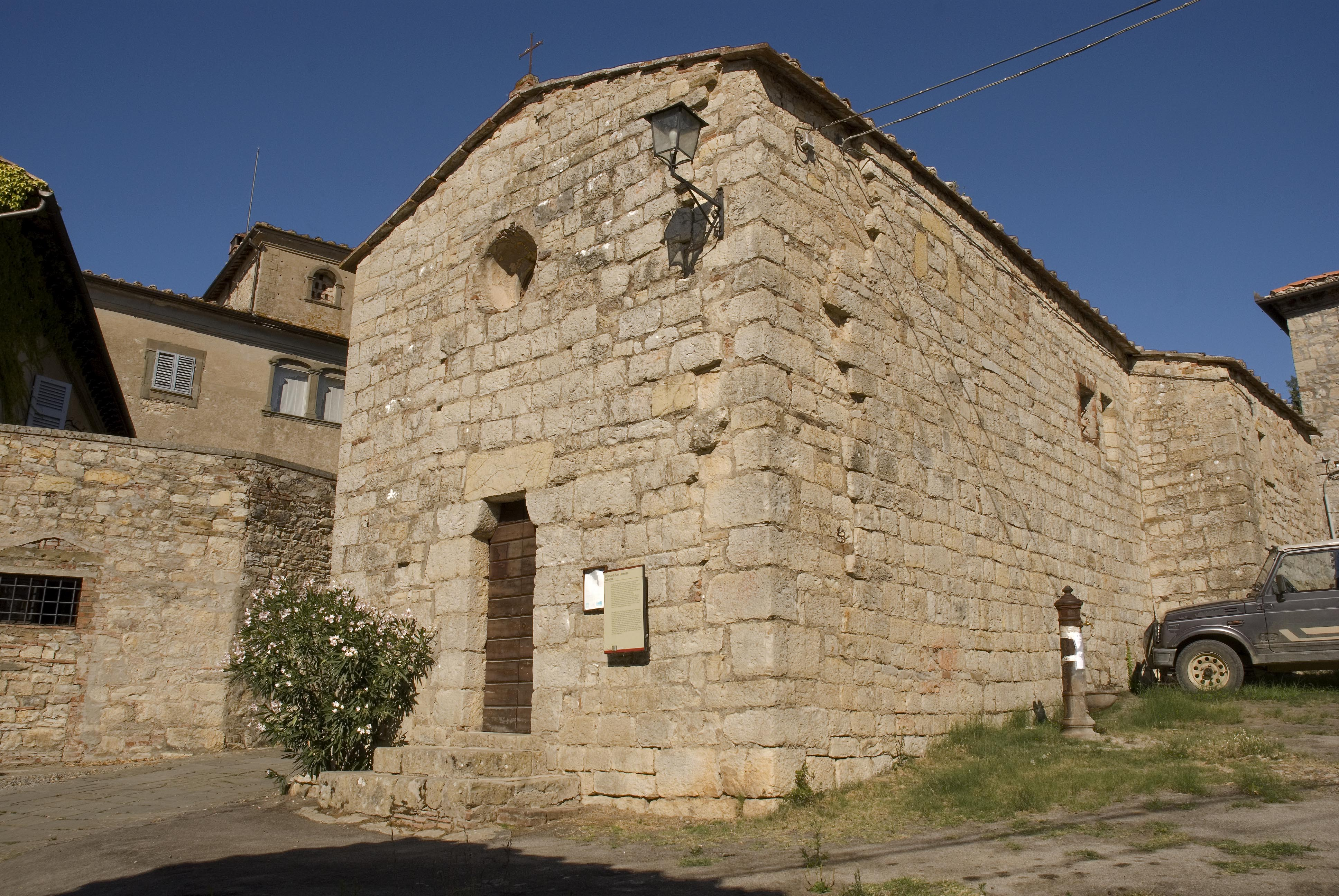
La chiesa di San Lorenzo

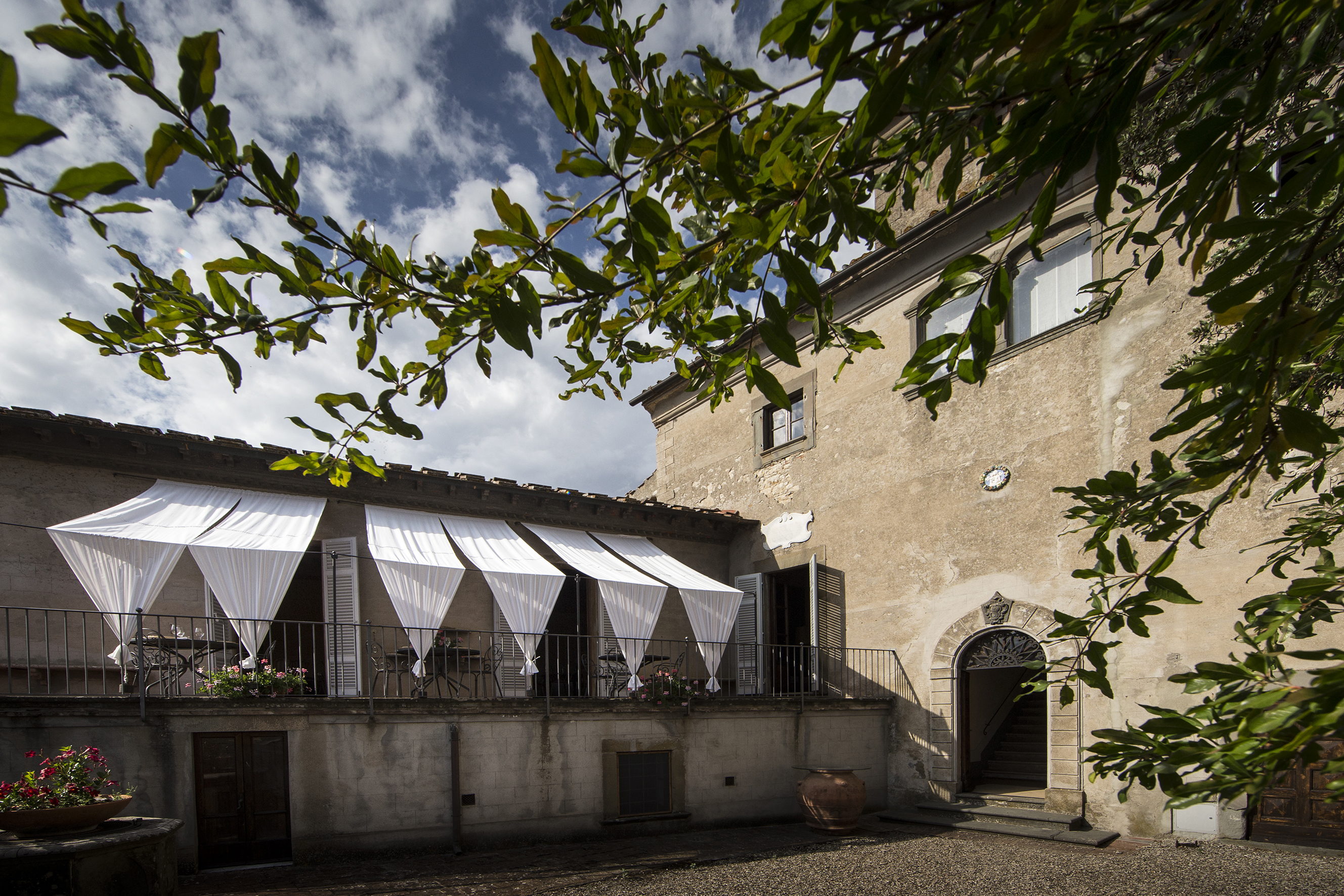
Villa Pianigiani

- Chiesa di San Lorenzo, storica chiesa parrocchiale del borgo, oggi inserita nel territorio di San Polo in Rosso, è citata in alcune pergamene dell'abbazia di Vallombrosa e della Badia di Coltibuono nel XII secolo e nel XIII secolo. Fu possesso dei Ricasoli fin dal 1100.
- Cappella di San Venanzio, situata nel giardino di Villa Ricucci,[3]  è stata eretta nel 1723 e decorata nella facciata con elementi in pietra serena.
- Oratorio dei Pianigiani, situata in località Casanova di Ama, risale alla seconda metà del XVI secolo e fu trasformata in oratorio privato della famiglia Pianigiani. Conserva un ciclo di affreschi del 1496 attribuiti al fiorentino Donnino di Domenico, con la Madonna col Bambino in trono tra i santi Michele Arcangelo e Francesco d'Assisi nella parete di fondo, i Santi Giovanni Battista, Antonio abate e Pietro a sinistra e i Santi Luca, Lucia e Maria Maddalena a destra.

### Architetture civili
- Villa Ricucci, elegante palazzo del XVIII secolo, costituisce il centro della fattoria di Ama, erede del castello. Nel suo ampio giardino ospita la cappella di San Venanzio.[3]
- Villa Pianigiani, storica villa settecentesca, è stata restaurata in stile neoclassico, ma presenta ancora la torretta tipica delle case coloniche rurali.[3]

### Architetture militari
- Castello di Ama, antica fortezza che costituiva il centro del borgo di Ama, ne rimangono oggi poche tracce negli edifici che compongono il centro storico. Nel 2000 è nato il progetto Arte e Vino. Castello di Ama per l'arte contemporanea, adibendo così alcune stanze per mostre d'arte e degustazioni di vino.[4]

## Geografia antropica
Il territorio della frazione è formato da un nucleo principale, che consiste nel borgo medievale di Ama (500 m s.l.m., 4 abitanti) e coincide con l'antico centro castellano, e da varie località che si sviluppano tutte intorno ad esso. Si ricordano sicuramente la borgata rurale di Casanova di Ama (505 m s.l.m., 17 abitanti), principale centro abitato della frazione, e le località abitate di La Castelletta e Montebuoni.